# Lispocephala tinctipennis
Lispocephala tinctipennis este o specie de muște din genul Lispocephala, familia Muscidae. A fost descrisă pentru prima dată de Stein în anul 1910.
Este endemică în Sri Lanka. Conform Catalogue of Life specia Lispocephala tinctipennis nu are subspecii cunoscute.